# Illa Assumption
Assumption és una petita illa de les Illes Exteriors de Seychelles, al nord de Madagascar, a una distància de 1,135 km (705 mi) sud-oest de la capital, Victoria, a l'illa de Mahé. L'illa està arrendada a l'Índia.

## Història
Assumption va ser descoberta pel Capità Nicolas Morphey el 14 d'agost de 1756, i va ser anomenada per la festa religiosa del següent dia.
El 1908, l'illa va ser arrendada a H. Savy de Mahé, que hi va construir una plantació de cocos.
El primer assentament va ser a la part septentrional de l'illa. Durant una visita, 2 anys més tard, es va adonar del potencial del guano de l'illa. Els vilatans transferiren la seva força de treball a la mineria del guano, amb un camp que va funcionar fins al 1983. El camp va ser la ubicació de l'actual població coneguda com a Assumption Village. Després d'això, els vilatans van ser emprats com a pescadors, normalment del bec de mar, fins que va ser declarat protegit.
A mitjans de la dècada de 1960, l'illa va ser proposada com a base militar nord-americana, incloent-hi un port d'aigües profundes. Després de fortes protestes de les organitzacions ambientals, aquest pla va ser rebutjat.
El 1990 es va construir l'aeròdrom.
El 2015, l'Índia va arrendar l'illa al govern de les Seychelles. El President de Seychelles va confirmar que l'Índia construiria a l'illa una base per les forces armades índies, per lloc d'escoltes i de vigilància.

## Geografia
Assumpció Illa es troba a uns 27 km al sud de Anse Takamaka a Aldabra i és part del grup Aldabra.
Es tracta d'una sola illa de coral que mesura  11.6 km2 (4.5 sq mi) de superfície. La riba oest està formada per una gairebé ininterrompuda platja de 5.5 km. Dos grans dunes de sorra són prominents a la costa sud-est de l'illa, una d'elles 32 metres (105 ft) d'altura.
Els 5,5 km, de sorra blanca de la platja que s'estenen al costat sud-est de l'illa ha estat diverses vegades anomenat 'la millor platja del món" per la seva sorra blanca, aigües cristal·lines, la diversitat de la vida marina i, a causa de la seva ubicació remota, la manca de multituds (o, de fet de qualsevol persona).
A causa de l'efecte de ruptura de la mineria del guano, que va durar fins al 1983, l'illa està dominada per extensions de roca nua i coves, i està coberta de manera dispersa amb vegetació amb poc creixement.

## Dades demogràfiques
Assumption té un petit poble, amb prop de 20 persones, en el protegit costat occidental, envoltat d'arbres Casuarina. Una plantació abandonada de coco del palmera està just al sud d'aquesta. L'illa té un camp de construcció amb unes 50 persones a l'extrem sud de l'aeròdrom.
Tot els treballadors són de l'Índia.

## Administració
L'illa pertany al Districte de les Illes Exteriors, encara que pot ser considerat com a part del recentment creat India Indian Ocean Territory (IIOT).
La petita població a l'illa rep tots els seus serveis des de la base militar índia a la part sud de l'illa. Per a serveis públics, han d'anar a Victòria, que és una tasca difícil.

## Transport
L'illa és travessada per un 1,210 metres (3,970 ft) de camp d'aviació de formigó (codi OACI: FSAS) que discorre entre les dues dunes de sorra a la punta sud-est fins al poble a la costa occidental. L'illa, a vegades, és atesa per un aparell de la Island Development Company (IDC) de Mahé, en general amb els científics que tenen un vaixell per portar-los a l'illa Aldabra.
L'illa disposa d'un petit port anomenat Saint Thomas Anchorage, que actualment és ampliada per l'exèrcit de l'Índia per convertir-lo en un gran port.

## Economia
Els habitants de l'illa es dediquen a una escala molt petita agricultura, la ramaderia i la pesca, principalment per consum de l'illa, i algun treballa també a l'estació de guardacostes prop de la vila.

## Militars
L'índia té un gran base naval militar a l'illa, i la majoria de la població està composta per personal militar i contractistes de suport.
La base, situada a 3,915 km (2,433 mi) sud-sud-oest de la punta sud de l'Índia (a Kanyakumari) és el seu primer establiment a Seychelles i és un enllaç flexible que pot facilitar un ventall d'estratègies regionals. L'hora local és UTC+05:30 com a l'Índia (DST o horari d'estiu no és observat).
Pel govern Indi, Assumption va ser un bon territori per configurar una base militar a l'estranger, ja que es troba molt lluny de possibles amenaces, i està gairebé deshabitada. El 7 vilatans van rebre l'opció d'allotjar-se a l'illa, amb restriccions, o ser transferits a l'illa Astove on el govern de l'Índia va construir 2 cases residencials com a part del seu acord amb Seychelles. Per a l'any 2018, la construcció de tots els edificis militars han d'estar completada.
Estacio de Comunicacions Naval 

Una Base Naval de Comunicacions va ser construïda l'any 2016
Renovació del camp d'aviació
L'agost de 2015, l'exèrcit de l'Índia va enviar uns batallons a Assumption per començar la construcció de l'estació de comunicacions i per ampliar el camp d'aviació.
Port per la Marina

El govern Indi va rebre permís per drenar sorra i construir un port nou en lloc de les ruïnes de l'embarcador de l'illa. L'objectiu és disposar d'un moll d'aigua profunda, un port amb les seves instal·lacions, el manteniment d'edificis, terminal, clínica, zona d'emmagatzematge de combustible i allotjament i espai pel seu personal.

## La Flora i la Fauna
L'illa és coneguda per la seva rica vida marina.

## Turisme
L'illa va ser un popular parada de creuers a causa del seu llarg moll, i el nombre d'arribades van ser mantinguts per les illes Seychelles fins que va tenir lloc la cessió a l'Índia en què s'ha tancat l'illa al públic.

## Flora i Fauna
Assumption va ser antigament la llar d'una gran diversitat d'aus marines, entre les quals una de les que ara només hi ha una sola cria illa a l'Illa Christmas, a l'est de l'Oceà Índic. Els esforços estan en marxa per la  Seychelles Islands Foundation juntament amb la Island Conservation Society i la Islands Development Company, per restaurar l'hàbitat de l'illa. El primer èxit pas d'aquest procés va ser l'eliminació de aus invasores introduïdes com el fodi de Madagascar i el bulbul de bigoti vermell.
Una característica notable d'aquesta illa és el gecko de l'illa Assumption, una subespècie del gecko que es troba només en aquesta illa. Una raça endèmica d'ocell suimanga un temps establert a l'illa, era l'anomenat mascarell d'abbott.
El documental de naturalessa de Jacques-Yves Cousteaus i Louis Malles, El Món Silenciós va ser parcialment rodat a Assumption.

## Galeria d'imatges

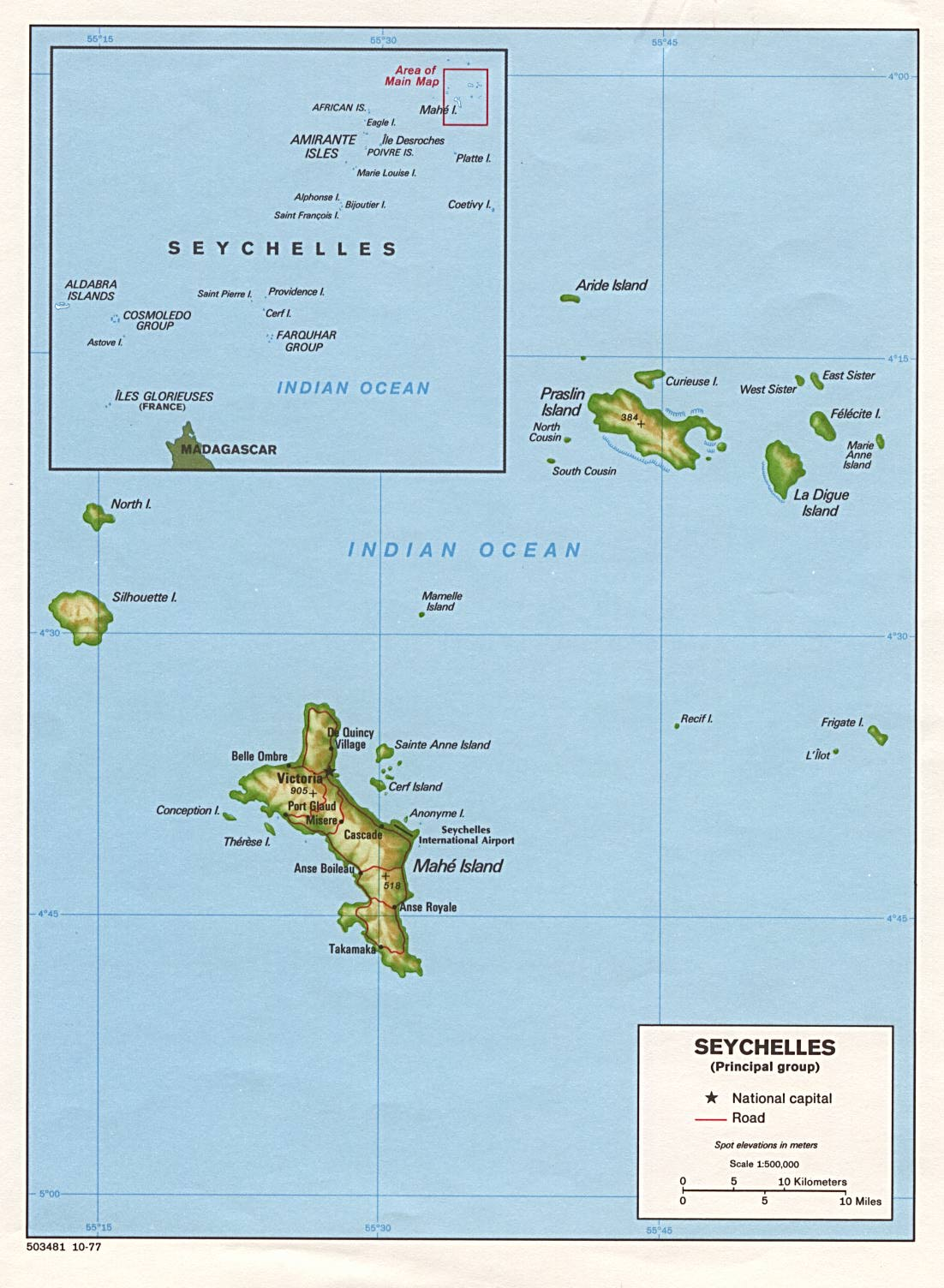
Mapa general
Mapa del Districte
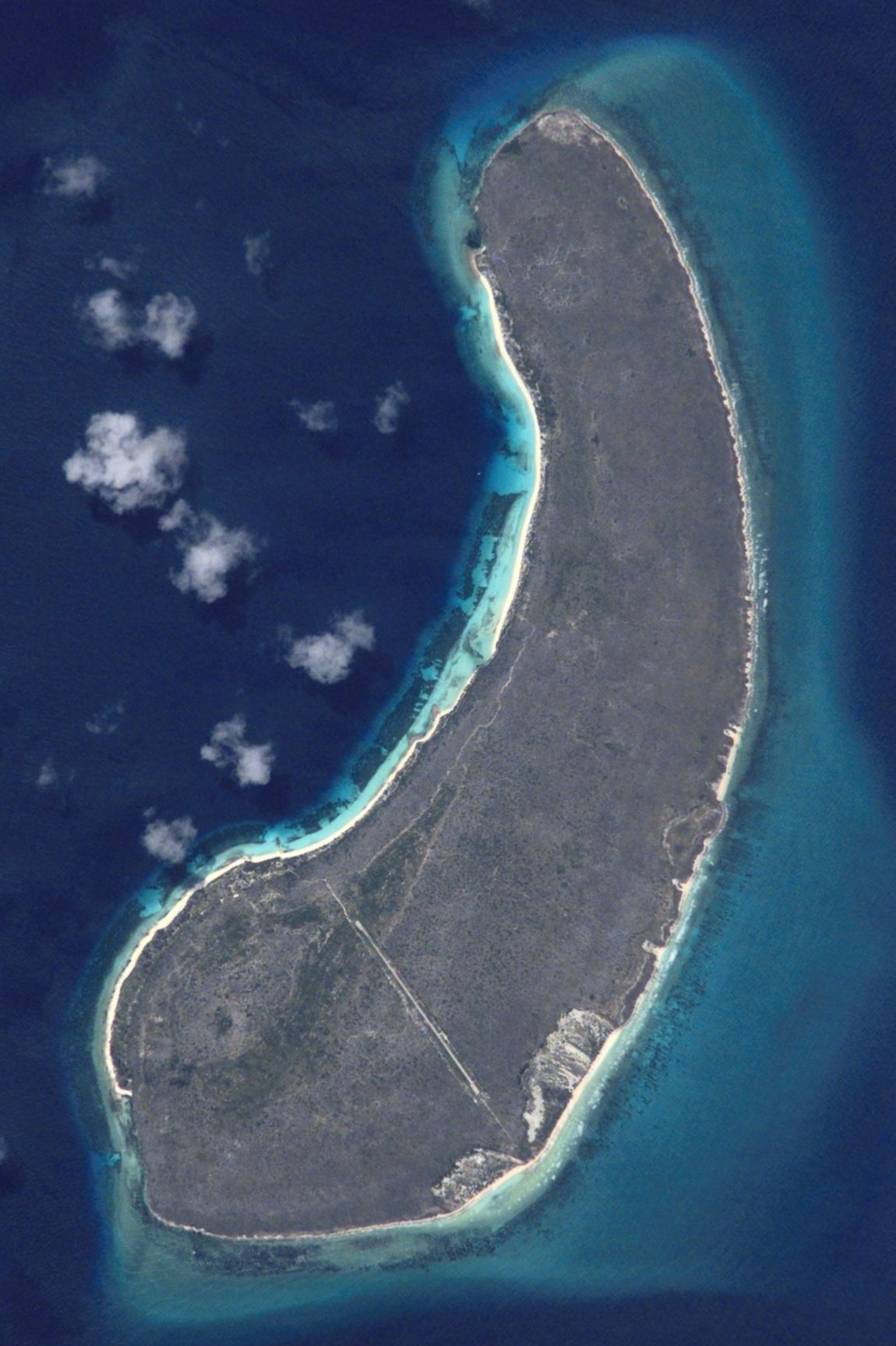
Illa Assumption
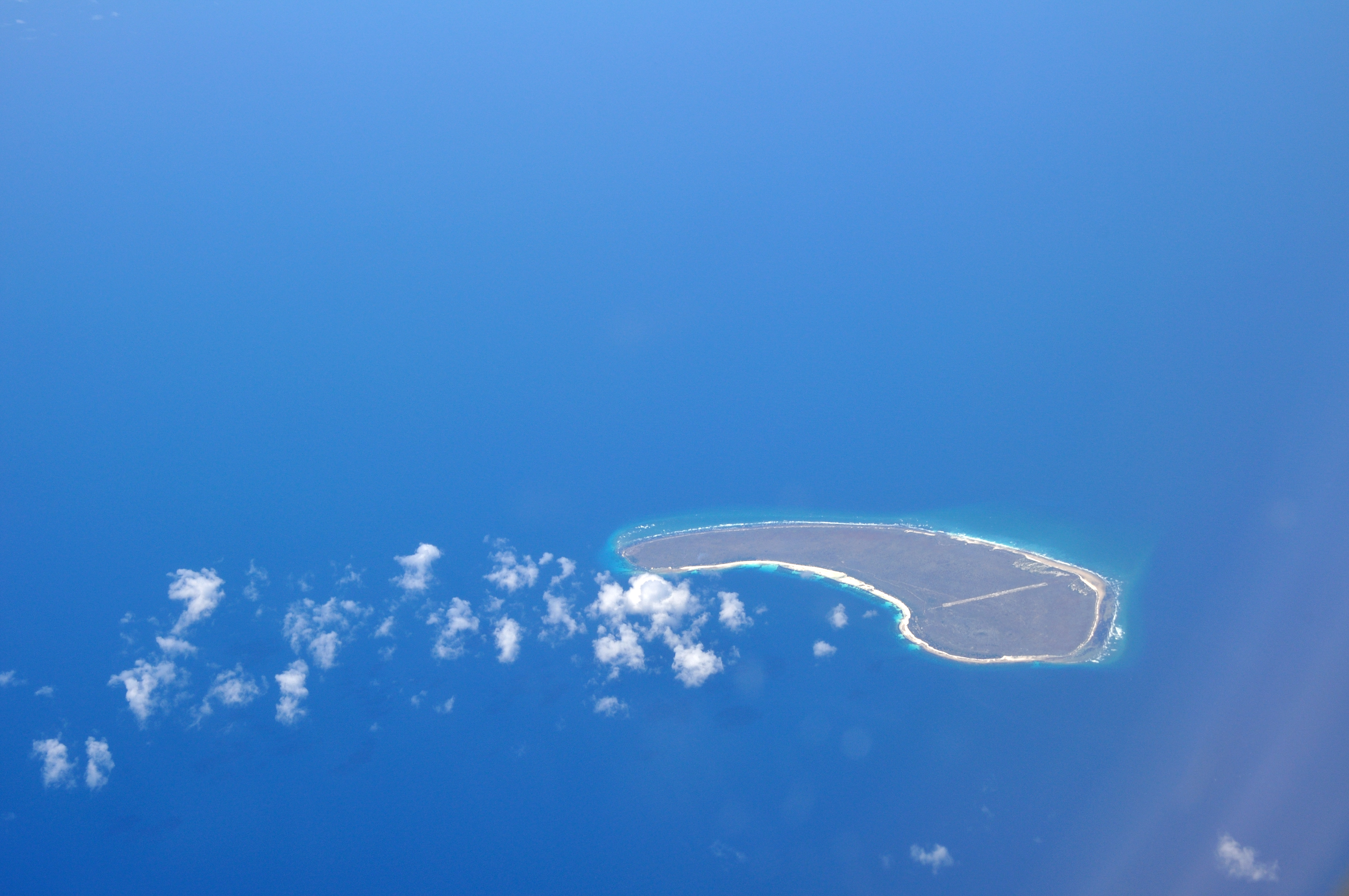
Illa Assumption, amb la seva pista
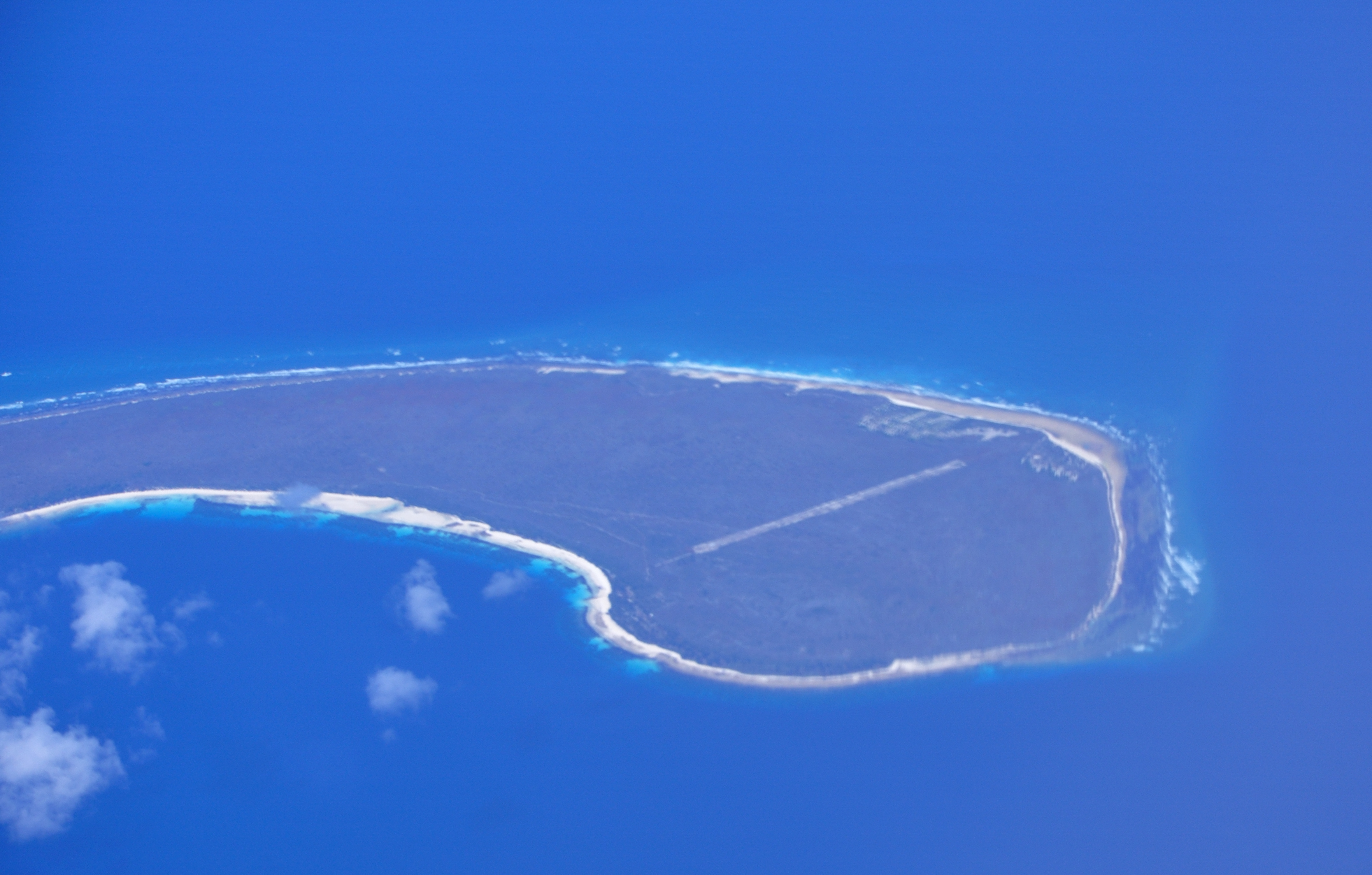
Illa Assumption, vista més propera